# لاسم تششمة
لاسم تششمة (بالفارسية: لاسم چشمه) هي قرية تقع في قسم شهر أباد الريفي في إيران. يقدر عدد سكانها بـ 87 نسمة بحسب إحصاء 2016.